# Aktivin i inhibin
Aktivin i inhibin su dva blisko srodna proteinska kompleksa koji imaju skoro potpuno suprotno biološko dejstvo. Aktivin pospešuje FSH biosintezu i sekreciju, i učestvuje u regulaciji menstrualnog ciklusa. Poznato je da vrši i niz drugih funkcija, uključujući njegovo učešće u proliferaciji, diferencijaciji, apoptozi, metabolizmu, homeostazi, imunskom responsu, zarastanju rana, i endokrinom sistemu. Nasuptrot tome inhibin umanjuje FSH sintezu i inhibira njegovu sekreciju.
Aktivin je dimer koji se sastoji od dve identične ili veoma slične beta podjedinice. Inhibin je takođe dimer. Njegova jedna komponenta je beta podjedinica koja je slična ili identična sa beta podjedinicom aktivina. Međutim, u kontrastu sa aktivinom, druga komponenta inhibinskog dimera je manje srodna sa alfa podjedinicom. Aktivin, inhibin i brojni drugi strukturno srodni proteini, poput antimilerijanskog hormona, koštanog morfogenetičkog proteina, i diferencijacionog faktora rasta pripadaju TGF-β proteinskog superfamiliji.

## Spoljašnje veze
- Activin у речнику
- Activin на 
- Inhibin на 
- Grusch  M, Kreidl E (1. 8. 2008). „Activin and follistatin in liver biology and hepatocellular carcinoma”. SciTopics. Elsevier. Архивирано из оригинала 9. 12. 2008. г. Приступљено 24. 12. 2008.